# أنطونيو ريفيرا
أنطونيو ريفيرا (بالإنجليزية: Antonio Rivera)‏ (5 ديسمبر 1963 في الولايات المتحدة - 4 أبريل 2005) هو ملاكم أمريكي.

## روابط خارجية
- أنطونيو ريفيرا على موقع بوكس ريك (الإنجليزية) (registration required)